# Milan Matějček
Milan Matějček (* 11. prosince 1935 Praha) je český spisovatel žijící od roku 1984 v Kanadě.
Ve svém literárním debutu Umírat se má na lačno (2008) popisuje očima dítěte, chlapce a dospělého, proč měl cejch nevhodného rodinného původu, ačkoliv nepocházel z žádné kapitalistické rodiny, proč se nestal horníkem a proč se nakonec rozhodl emigrovat.
K napsání jeho příběhu ho inspirovaly debaty se žáky na gymnáziích, která navštěvoval jako pamětník. Knihu Umírat se má na lačno považuje Josef Skála za jedno z nejsilnějších svědectví o životě v Československu v 2. pol. 20. století.

## Život
Pochází z rodiny celníků. Jeho dědeček byl ředitelem zemské celnice. Jeho otec byl tajemníkem tamtéž a zemřel v roce 1966. Jeho matka vystudovala obchodní akademii a zemřela, když mu bylo 10 let.

## Skauting a Slavoj Praha
Po válce šel jako desetiletý ke skautům do 3. vodního oddílu, jehož klubovna sídlila ve věži u Jiráskova mostu. Byl také dlouholetým členem sportovního oddílu Slavoj Praha.

## Studium
Navštěvoval Nerudovo gymnázium v Praze a byl přijat do elitní Středočeské koleje krále Jiřího z Poděbrad v Poděbradech (studovali zde Václav Havel, Miloš Forman nebo bratři Mašínové). Po ukončení povinné základní školní docházky byl z důvodů politické perzekuce (bez ohledů na přání studovat) poslán závěrečnou komisí do hornického učiliště.
Vyučil se ale tesařem a měl zakázáno řádné studium. Dál tedy využíval jedinou možnost, která tehdy zbývala – studovat večerně a dálkově. Po maturitě absolvoval pedagogický kurz. Přesto, že chtěl studovat filozofii, dostal od zaměstnavatele doporučení pouze ke studiu na ČVUT, jež vystudoval s titulem inženýr.

## Zaměstnání
Za svůj život vystřídal řadu různorodých zaměstnání. Byl tesařem a po dvouleté základní vojenské službě se stal učitelem polytechnické výchovy na střední škole. Ve své autobiografii popisuje, že životním zlomem pro něj bylo členství v souboru Černého divadla, se kterým ve volnějších šedesátých letech začal cestovat po světě krátkou dobu jako šéf techniky a řadu let jako herec.
Řidičský průkaz, opravňující řídit autobusy a nákladní auta, nevyužil a pracoval až do emigrace manuálně jako polosoukromý podnikatel v přidružené výrobě Jednotného zemědělského družstva ve výtvarném směru heraldika a pod Místním národním výborem.  

## Emigrace
Emigroval ilegálně v roce 1984 do Kanady se ženou Jarmilou (kádrově stejně postiženou; z rodiny perzekvovaného podnikatele Oktaviana Pohla), synem Petrem (9 let) a dcerou Adélou (10 měsíců).
V Kanadě pracoval jako tesař, projektant a později jako podnikatel. Usadil se ve Vancouveru. Po revoluci se na čas vrátil do Čech, a při pozdějších návštěvách používá svůj pražský byt. Ve volných chvílích rád sportuje (lyže, kanoe, motorová loď) a kempuje v odlehlých místech bez signálu.

## Kulturní aktivity
- Člen Umělecké besedy
- Člen PEN klubu

## Literární činnost
- Publikoval v československém časopise Domov - bytová kultura[7]
- Jeho povídky ze šedesátých let byly uveřejněny v exilovém časopise Zpravodaj[8]
- Publikoval v exilovém časopise Nový domov[9]
- Publikoval v českém zahraničním časopise Nový Polygon[10]
- Publikuje také na serverech Neviditelný pes[11] a Přítomnost[12]

## Dílo
- Umírat se má na lačno, 2008 – autobiografický román[1][13][14]
- Cesta za svobodou, 2014[15]
- Miláček osudu, 2019